# LNWR classe 1400
La Classe 1400 du London and North Western Railway est un modèle de locomotives à vapeur de disposition d'essieux 230 « Ten wheel » (4-6-0 dans la nomenclature britannique). Destinées aux services mixtes, voyageurs comme marchandises, elles sont une extrapolation de la classe B de disposition d'essieux 040. Il s'agit des premières Ten wheel du LNWR.

## Historique

### Origines
Vers 1900, le LNWR utilise pour la traction des trains de marchandises rapides ainsi que de nombreux trains de voyageurs locaux de fort tonnage est assurée par les 310 locomotives de disposition 030 de la classe 18-inch Goods (en) ainsi que par les 500 exemplaires de la Special DX reconstruites depuis 1881 par l'ingénieur en chef du LNWR Francis Webb (en) en équipant d'une nouvelle chaudière et du frein à vide d'anciennes DX de 1858-1874. Leur puissance limitée et l'absence de bogie qui restreint la vitesse poussent Webb à mettre au point un modèle entièrement neuf.

### Mise au point
Francis Webb choisit de reprendre de nombreux éléments (dont la chaudière et l'arrangement des quatre cylindres) aux locomotives classe B apparues en 1901, lesquelles sont une évolution de la classe A, qui possédait une chaudière plus petite et trois cylindres.
Les deux cylindres à haute pression (HP) ont un diamètre de 15 pouces (381 mm) et renvoient la vapeur à une paire de cylindres basse pression (BP) de 20 pouces ½ (521 mm) disposés sous la boîte à fumée, décalés vers l'avant. Les roues motrices sont au nombre de six au lieu de huit et leur diamètre de 5 pieds 3 pouces (1 600 mm) impose de surélever les longerons extérieurs du châssis avec une paire de longs garde-boues continus. Le bogie est similaire aux locomotives pour express de la classe « Jubilee » mais avec de petites roues à rayons de 3 pieds 1 pouce ½ (953 mm) réalisées en récupérant des moyeux de roues sur des DX radiées.

### Carrière et services effectués
Un premier lot de 10 locomotives est commandé aux ateliers LNWR de Crewe et livrées fin 1903, alors que Francis Webb prend sa retraite au terme d'une carrière de 32 ans. Son successeur, George Whale (en) valide une seconde commande pour 20 exemplaires livrés en 1904-1905.
Peu d'informations sont connues sur la carrière de cette série affectée à des tâches moins documentées que les prestigieux express. Leurs performances sont fréquemment décrites comme décevantes, avec une marche instable causée par le faible empattement des trois paires de roues motrices. Leur surnom péjoratif de « Bill Baileys » proviendrait de la chanson de jazz Dixieland Won't You Come Home Bill Bailey (en) par analogie au personnage de la chanson qui ne revient que rarement au foyer.
D'autres témoignages d'anciens conducteurs font état en revanche de performances appréciables tant en matière de puissance que de stabilité les rendant préférables à plusieurs modèles des années 1930. Selon Rodney Weaver, leur surnom viendrait en réalité de leur utilisation en tête de trains spéciaux (en) pour le cirque « Barnum and Bailey ».

### Fin de carrière
L'arrivée en 1905-1906 des locomotives Ten wheel pour trains de voyageurs de la classe « Experiment » et d'une version à roues plus petites pour trains de marchandises (19-inch Express Goods) toutes deux produites en grande quantité, reprend vraisemblablement aux « 1400 » de conception plus ancienne une partie de leurs services. En outre, ni George Whale ni son successeur Charles Bowen Cooke (en), nommé en 1909, ne voient d'un bon œil les locomotives compound héritées de Webb, qu'ils s'affaireront à transformer ou à retirer du service.
Les premières mises à la retraite ont lieu en 1913-1914. Avec l'entrée en guerre de la Grande Bretagne, le matériel ferroviaire est mobilisé pour l'effort de guerre mais les locomotives de la classe 1400 sont retirées du service, les dernières s'éteignant en 1920. Des pièces de rechange pour les machines de la classe B seront prélevées sur les Ten wheel de la classe 1400 avant leur démolition.